# Rhathymoscelis batesi
Rhathymoscelis batesi là một loài bọ cánh cứng trong họ Cerambycidae.